# Bateau pneumatique à voile
 (mars 2012).
Si vous disposez d'ouvrages ou d'articles de référence ou si vous connaissez des sites web de qualité traitant du thème abordé ici, merci de compléter l'article en donnant les références utiles à sa vérifiabilité et en les liant à la section « Notes et références ».

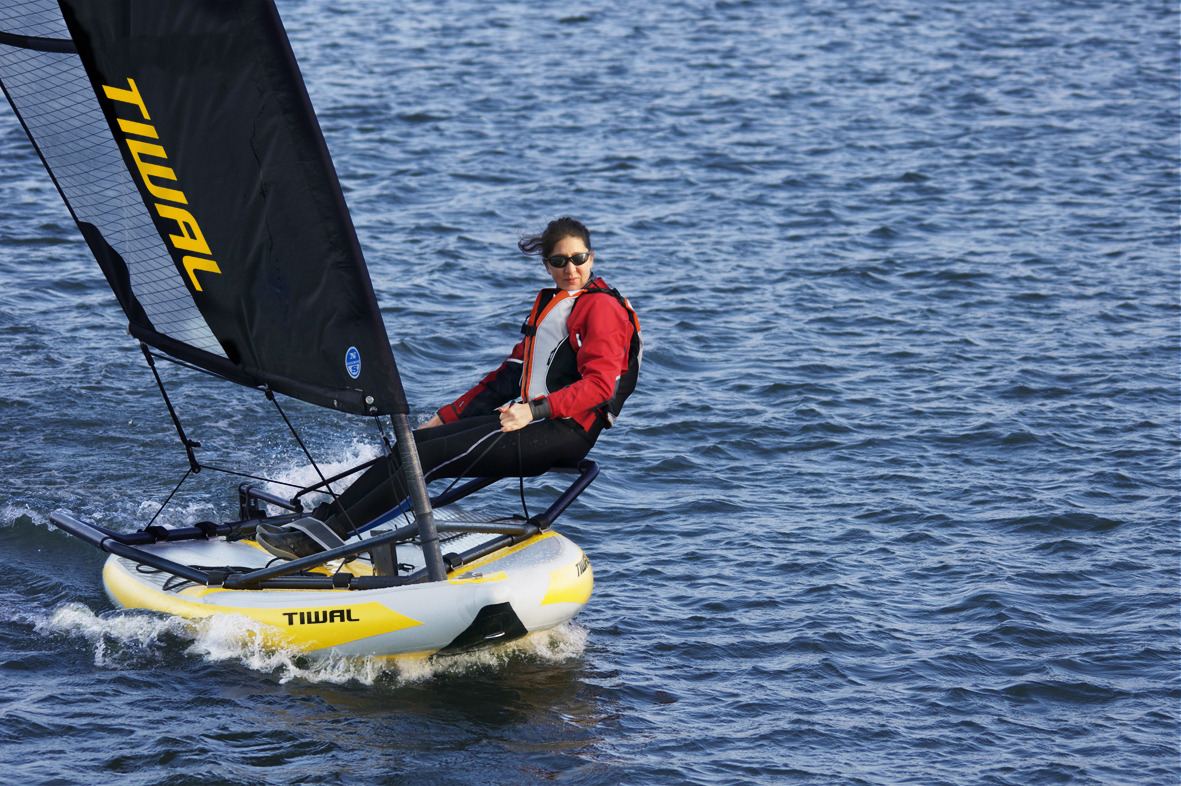
Marion Excoffon sur le TIWAL 3.2 qu'elle a conçu

Un bateau pneumatique à voile (en anglais : inflatable sailing boat) est un type de bateau avec une coque pneumatique et propulsé par une voile. L'intérêt principal de ces embarcations est d'être pliables et facilement transportables.
Si le canot pneumatique à moteur est devenu commun, notamment le bateau semi-rigide, l'évolution des voiliers pneumatiques est plus lente. Jusqu'à aujourd'hui, ce sont surtout les catamarans pneumatiques qui ont été développés et commercialisés avec un certain succès.

## Les dériveurs pneumatiques

### Histoire
Le premier bateau pneumatique à voile célèbre dans l'histoire du nautisme est l'Hérétique, avec lequel Alain Bombard a traversé l'Atlantique en 1952. L'Hérétique était un canot pneumatique de marque Zodiac sur lequel une voile avait été montée.
Plusieurs fabricants ont ensuite mis sur le marché des canots pneumatiques à voile. La série des Tinker Tramp et Tinker Traveller en Angleterre a été conçue par Fred Benyon-Tinker à partir de 1978. La production a cessé en 2010.

### Aujourd'hui
Parmi les derniers modèles classiques on peut noter le DinghyGo, le Sailabout de JB Boat Company (Australie) et les modèles en kit de Sailboatstogo comme le Mariner Intex. Ces dériveurs pneumatiques sont des canots formés de boudins gonflables avec des carènes relativement plates. Leur comportement en navigation restent très différent de celui d'un dériveur classique à coque dure. 
Lancé commercialement par la société Tiwal] en décembre 2012, le Tiwal 3.2 est une révolution remarquée dans le monde des dériveurs gonflables. Il a été créé en France par la designer Marion Excoffon. Sa coque gonflable haute pression entièrement en textile double paroi combinée avec une structure tubulaire en aluminium permettent d'obtenir une coque rigide. Sa coque gonflable utilise le même matériau que les Stand Up Paddle gonflables (en). Avec sa carène en V rigide, les qualités de navigation du Tiwal sont similaires à celles d'un dériveur à coque dure. Il a obtenu le prix « Best Innovation » au concours « Boat of the year 2014 » organisé par le magazine de voile sportive américain Sailing World ainsi que le Red Dot awards 2014 « Best of the best ».

## Les catamarans pneumatiques

### Histoire
Le premier catamaran gonflable a été inventé par Eduard Heuzonter en 1960. Il a conçu et développé la gamme des Semperit Kat jusque dans les années 1980. Sa société a été reprise par Grabner qui a poursuivi le développement des catamarans gonflables.

### Aujourd'hui
Les catamarans pneumatiques sont aujourd'hui nombreux sur le marché et bénéficient de perfectionnements réguliers. 
Parmi les différents modèles existants sur le marché aujourd'hui, on peut noter :
- Le 14sc SailCat de SeaEagle (États-Unis)
- Les 310 et 420 MiniCat (République tchèque)
- Le Happy Cat Vision de Grabner (Allemagne)
- La gamme Ducky (Ukraine)

Les performances de certains de ces modèles deviennent intéressantes. La rigidité de leurs structures leur permet de supporter une voilure conséquente, jusqu'à 10 m2.